# مقابل الأرض

اعتقد فيلولاوس في وجود مقابل للأرض (الأنتيخثون)، الذي يدور حول «الجرم الناري المركزي» الذي لم يُمنح اسمًا، ولا يمكن رؤيته من الأرض. ويصور الرسم العلوي موقع الأرض في الليل، بينما يصور الرسم السفلي موقعها في النهار.

مقابل الأرض (بالإنكليزية: Counter-Earth)، وهو جرم افتراضي يدور في الجانب الآخر المقابل للأرض من المجموعة الشمسية. افتُرض وجود مقابل الأرض، أو الأنتيخثون باليونانية، بواسطة الفيلسوف الإغريقي ما قبل سقراط، فيلولاوس (470 – 385 قبل الميلاد) لدعم نظريته الكونية التي لا تعتمد على نموذج مركزية الأرض، وتعتمد نظريته على دوران جميع الأجرام الموجودة في الكون حول «جرم ناري مركزي» لا يُمكن رؤيته من الأرض، وافترض أنه جرم مختلف عن الشمس التي تدور حوله أيضًا بدورها.
وفي العصور الحديثة، دائمًا ما كان يُطلق على أحد الكواكب الافتراضية، التي توجد في الجهة المقابلة للأرض من الشمس، اسم «مقابل الأرض»، وكان هذا الكوكب الافتراضي موضوعًا متكررًا في ادعاءات مشاهدة الأجسام الطائرة المجهولة (UFO)، بالإضافة أيضًا إلى استخدام هذا الكوكب الافتراضي في مواضيع الخيال، خاصةً الخيال العلمي.

## الكون الفيثاغوري الإغريقي
طُور النظام الفلكي الذي يفترض دوران الأرض، والشمس، والقمر، والكواكب، بالإضافة إلى كوكب «مقابل الأرض» غير المرئي، حول «جرم ناري مركزي» في القرن الخامس قبل الميلاد، ونُسبت هذه الفرضية إلى الفيلسوف الفيثاغوري فيلولاوس. نقل الكون الافتراضي لفيلولاوس «الأرض من مركز الكون»، وقدم رأيًا حكيمًا بأن «حركة الأجرام السماوية الظاهرة» كانت ناتجةً (بجزء كبير) عن «الحركة الفعلية للمراقب»، أي حركة كوكب الأرض.
وفي نظام فيلولاوس، كانت فترة الدورة الكاملة لكوكب الأرض، ومقابل الأرض، حول الجرم الناري المركزي غير المرصود تستغرق 24 ساعةً، بينما كانت تستغرق شهرًا بالنسبة للقمر، وسنةً بالنسبة للشمس. وكان شروق الشمس وغروبها ناتجين عن الحركة السريعة للأرض خلال دورانها؛ إذ كانت تتخطى الشمس التي كانت تدور بسرعة أبطأ. وكانت حركة الكواكب تتباطأ كلما ابتعدت عن الجرم الناري المركزي، وكانت «السماء» الأبعد، أي النجوم، ثابتةً تقريبًا.

### مقابل الأرض
بالإضافة إلى الجرم الناري المركزي، كان مقابل الأرض «الغامض»، أنتيخثون، الجرم السماوي الآخر الذي لا يمكن رصده من الأرض. وصف أرسطو هذا الكوكب بأنه «أرض أخرى»، واستنتج جورج بيرش، العالم المتخصص في التاريخ الإغريقي، أن مقابل الأرض كان يجب أن يكون في حجم، وشكل، وبنية مشابهة للأرض. يعتقد البعض، مثل عالم الفلك جون لويس إميل دراير، أن فيلولاوس جعل هذا الكوكب يسلك مدارًا يجعله دائمًا في موقع بين الأرض والجرم الناري المركزي. ولهذا، يستحيل رؤية هذا الكوكب العاشر لأنه دائمًا ما كان يقع بين الأرض والجرم الناري المركزي مع مواكبته لسرعة دوران الأرض بشكل مستمر. ولكن يرى بيرش أن فيلولاوس كان يعتقد أن هذا الكوكب يدور عند الجانب الآخر المقابل للأرض من الجرم الناري المركزي. وبما أن كلمة (counter) تعني «مقابل»، يمكن أن تشير هذه الكلمة فقط إلى الجانب الآخر بالنسبة للجرم الناري المركزي، أي أن مقابل الأرض يدور عند زاوية 180 درجةً من كوكب الأرض بشكل قاطع.
وبالنسبة لأرسطو، الذي كان ناقدًا للفيثاغوريين، كانت وظيفة مقابل الأرض تفسير «حالات كسوف القمر وتكررها»، والتي تعذر تفسيرها من خلال فكرة حجب الأرض لضوء الشمس، إذ كانت الأرض لا تدور حول الشمس كما كان مُفترضًا وقتها. اقترح أرسطو أن هذا الكوكب أيضًا افتُرض «لرفع عدد الأجرام السماوية التي كانت تدور حول الجرم الناري المركزي من تسعة أجرام إلى عشرة أجرام، وهو الرقم الذي كان يعتبره الفيثاغوريون مثاليًا».
ومع ذلك، يعتقد بيرش أن أرسطو كان يمزح بخصوص «الرقم المثالي للفيثاغوريين»، وأن الغرض الحقيقي من مقابل الأرض كان «لموازنة» كون فيلولاوس، إذ كان الاتزان ضروريًا لأنه في حالة عدم وجود جرم مقابل؛ ستكون الأرض الجرم الضخم الكثيف الوحيد الموجود في هذا النظام. وبالرغم أن هذا النظام كان يفترض دوران الأرض والكواكب على حد سواء حول نقطة واحدة، لم يعتقد الإغريق أن الأرض كانت «كوكبًا». وفي العصور السابقة لغاليليو، الذي تمكن من رصد الكواكب ورؤيتها متخذةً الشكل الكروي تمامًا مثل الأرض، كان يُعتقد أن الكواكب تتكون من مواد نارية أو أثيرية بكثافة ضئيلة أو منعدمة مثل النجوم، ولكنها تختلف عنها فقط في سطوعها وحركتها. ولكن كان من الواضح أن كوكب الأرض يتكون من عناصر كثيفة أرضية ومائية. ووفقًا لبيرش: «إذا كانت هناك أرضًا واحدةً تدور عند مسافة ما من مركز الكون، سيكون مركز كتلة الكون (الموجود عند الأرض نظرًا لأنها الجرم الكثيف الوحيد) غير متسق مع مركزه الفراغي. وبالتالي، سيكون الكون لا مركزيًا، أي سيكون غير متوازن وغير متماثل، وهي فكرة بغيضة عند الإغريق والفيثاغوريين على حد سواء».
ويمكن حل هذه المشكلة عن طريق افتراض جرم آخر بنفس كتلة الأرض يدور حول نفس النقطة المركزية، ولكن عند زاوية 180 درجةً من الأرض، وسيكون هذا الجرم الافتراضي «مقابل الأرض».

### لاحقًا
في القرن الأول الميلادي، وبعدما لاقت فكرة كروية الأرض قبولًا واسعًا، طور بومبونيوس ميلا، أحد رسامي الخرائط الكونية اللاتينيين، نسخةً محدثةً من هذه التصور، وكانت الأرض في هذه النسخة ذات شكل كروي بتوزيع متوازن للماء واليابسة، ولكن كانت كافة القارات المعروفة آنذاك موجودةً في نصف الكرة الشمالي. ورسم ميلا أيضًا خريطةً تصور اليابسة القارية التي كان يُفترض وجودها في النصف الجنوبي المجهول من الكرة الأرضية، وهي المنطقة المتقابلة جغرافيًا مع قارات النصف الشمالي، أسفل خط الاستواء والمناطق الاستوائية، واعتقد ميلا أن هذه المناطق المناخية غير قابلة للسكن بسبب الارتفاع الشديد في درجات حرارتها. وأطلق ميلا على سكان هذه القارة اسم «شعوب حدود الكرة الأرضية».

## العصر الحديث
أُبطلت جميع أفكار فيلولاوس في النهاية بواسطة إدراك العلماء حديثًا أن الأرض الكروية التي تدور حول محورها الخاص كانت واحدةً ضمن العديد من الكواكب الكروية الأخرى التي تتبع قوانين الجاذبية خلال دورانها جميعًا حول الشمس الأكبر في الحجم. وضعفت فرضية مقابل الأرض بعد القبول الواسع لنموذج مركزية الشمس الخاص بالمجموعة الشمسية بدءًا من القرن السادس عشر. وفي العالم المعاصر، عادةً ما يشير «مقابل الأرض»، كما وصفه بيرش، إلى كوكب افتراضي يدور في الجانب الآخر من «الجرم الناري المركزي»، وهو الشمس. ولا يمكن رؤية هذا الكوكب من الأرض، وهذا ليس بسبب عدم مواجهة الأرض للجرم المركزي (إذ كان يعتقد الفيثاغوريون أن البشر يسكنون الأرض في جانبها البعيد غير المواجه للجرم المركزي ومقابل الأرض)، ولكن كان ذلك بسبب الحجم الضخم للشمس الذي يحول دون رؤية هذا الكوكب الافتراضي. وكان هذا الكوكب الافتراضي أحد العناصر المتكررة في أعمال الخيال العلمي، وأعمال أدب التمثيل الخيالية التي كانت تصور حياةً موازيةً مناظرةً للحياة الحقيقية على كوكب الأرض، بالإضافة إلى استخدام هذا الكوكب الافتراضي أيضًا في ادعاءات الأجسام الطائرة المجهولة. وتضمنت الدراسة العلمية للأجسام الطائرة المجهولة لعام 1968، والتي ترأسها الفيزيائي إدوارد كوندون بجامعة كولورادو، «تجربةً عدديةً حول إمكانية وجود (مقابل الأرض) في ملحق بالدراسة».